# کوئینسی دنیلز
کوئینسی دنیلز (انگلیسی: Quincey Daniels؛ زادهٔ ۴ اوت ۱۹۴۱) بوکسور اهل ایالات متحده آمریکا است.
وی در مسابقات کشوری و بین‌المللی در مجموع برندهٔ ۱ مدال برنز شده‌است.